# Ventana redonda
La ventana redonda es una estructura anatómica que pone en comunicación el oído medio con el oído interno. En la especie humana tiene un diámetro medio de 2 mm y está recubierta por una fina membrana. Se encuentra por debajo de la ventana oval en la región del peñasco del hueso temporal, en el cráneo.

## Función
El oído medio transforma los impulsos sonoros en vibraciones mecánicas que se transmiten desde el tímpano a la cadena de huesecillos formada por el martillo el yunque y el estribo. El estribo presiona sobre la ventana oval y provoca una onda de presión en la perilinfa del oído interno. Dicha onda de presión se transmite a través de la cóclea y provoca la protrusión de la membrana que cubre la ventana redonda que se abomba en dirección al oído medio para compensar el aumento de presión.

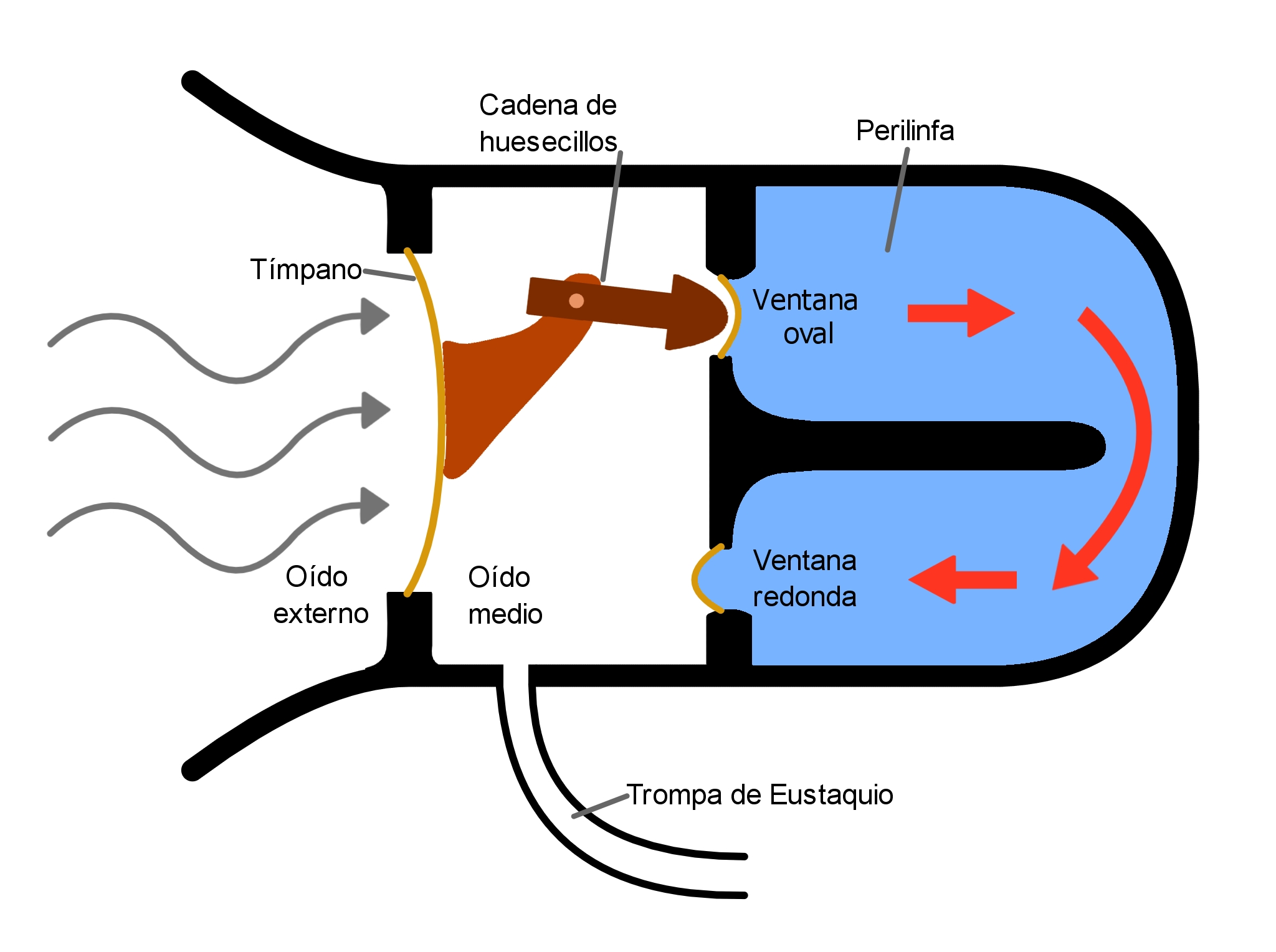
Esquema del oído en el que se representa la ventana redonda y su función.

## Membrana
La membrana que cubre la ventana redonda tiene un grosor aproximado de 70 micras. Consta de tres capas: epitelio externo que mira hacia el oído medio, capa intermedia formada por tejido conectivo y epitelio interno que entra en contacto con la perilinfa del oído interno.

## Patología
En determinadas circunstancias, por ejemplo durante el buceo, puede producirse un exceso de presión en el oído medio que se transmite al oído interno y provoca la rotura de la membrana de la ventana redonda. La consecuencia es una pérdida de perilinfa hacia el oído medio que se conoce en medicina como fístula perilinfática y ocasiona entre otros síntomas perdida de audición, vértigo y tinnitus.